# Nadija Kybaltschytsch

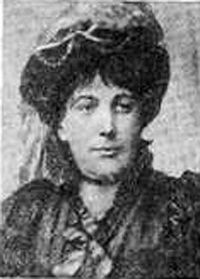
Nadija Kybaltschytsch

Nadija Matwijiwna Kybaltschytsch (ukrainisch Надія Матвіївна Кибальчич; * September 1857 in Sarih, heutiger Rajon Lubny; † 4. Dezember 1918 in Lubny) war eine ukrainische Schriftstellerin.

## Biografie
In den 1870er Jahren absolvierte sie das Mädchengymnasium in Lubny. In diesen Jahren begann sie, Geschichten, Romane und Memoiren auf Ukrainisch und Russisch zu schreiben. Ihre Tante Hanna Barwinok und ihr Onkel Pantelejmon Kulisch leisteten einen Beitrag zu ihrer Entwicklung als Schriftstellerin, indem sie sie zu ihren Manuskripten berieten, sie redigierten und sie den Herausgebern von Zeitschriften vorlegten. 1877 heiratete sie Kostjantyn Kybaltschytsch, einen Absolventen des Männergymnasiums in Lubny. 1878 wurde ihre Tochter Nadija geboren. Sie lebte einige Zeit in Sankt Petersburg und in Jasnohorod (Rajon Schytomyr).
Nach der Scheidung 1884 kehrte sie zum Haus ihrer Eltern zurück. Sie arbeitete bis in die frühen 1890er Jahre als Haushälterin. 1893 gewann sie bei einem Wettbewerb des Theaters der Ruthenischen Konversationsgesellschaft in Lwiw den ersten Preis für das melodramatische Stück Kateryna Tschajkiwna. Ende des 19. Jahrhunderts zog sie nach Lubny, wo sie sich literarischer Arbeit widmete. Kybaltschytschs Geschichten und Essays wurden in Lwiwer und Kiewer Zeitschriften, darunter im Literarisch-wissenschaftlichen Herold, veröffentlicht. Ihre Werke behandelten Themen wie die Stellung der Frau und Konflikte unter Landwirten. Sie schrieb unter dem Pseudonym Natalka Poltawka, eine Anspielung auf das gleichnamige Drama. 1914 arbeitete sie als Lehrerin in Lubny.
Sie starb 1918 und wurde auf Kosten der Proswita-Niederlassung in Lubny beigesetzt. Bei ihrer Beerdigung war unter anderen die Schriftstellerin Ljubow Janowska anwesend.